# Sankt Goar

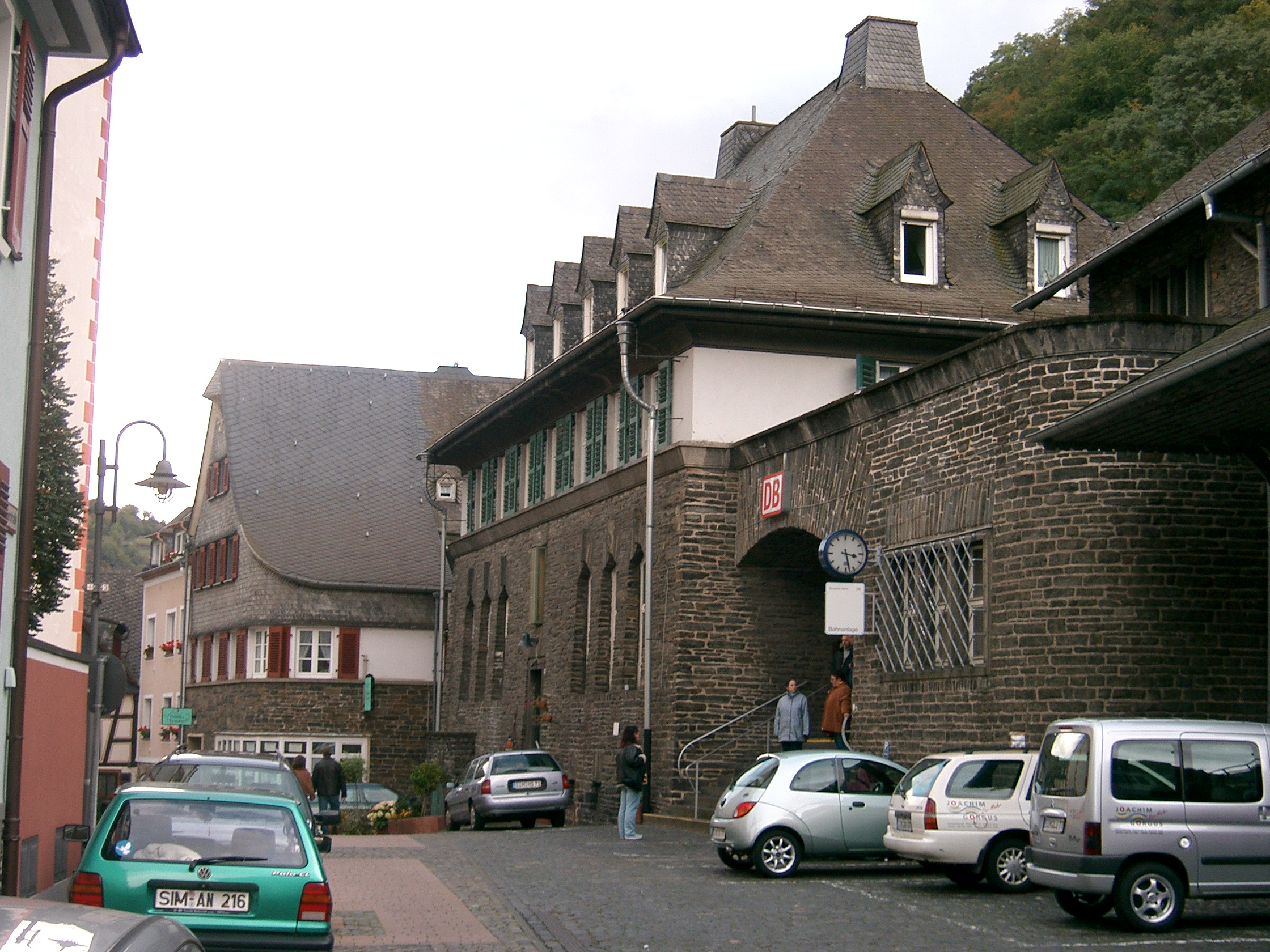
St. Goar train station

Sankt Goar am Rhein là một đô thị ở huyện Rhein-Hunsrück bang Rheinland-Pfalz, phía tây nước Đức.

## Notes and chú thích
1. ↑   Statistisches Landesamt Rheinland-Pfalz – Bevölkerungsstand 2020, Kreise, Gemeinden, Verbandsgemeinden (Hilfe dazu).